# Cifuna
Cifuna is een geslacht van vlinders van de familie spinneruilen (Erebidae), uit de onderfamilie Lymantriinae.

## Soorten
- C. amata Staudinger, 1887
- C. eurydice (Butler, 1885)
- C. locuples Walker, 1855
- C. marginenotata Hering, 1926